# Sede titolare di Iliturgi

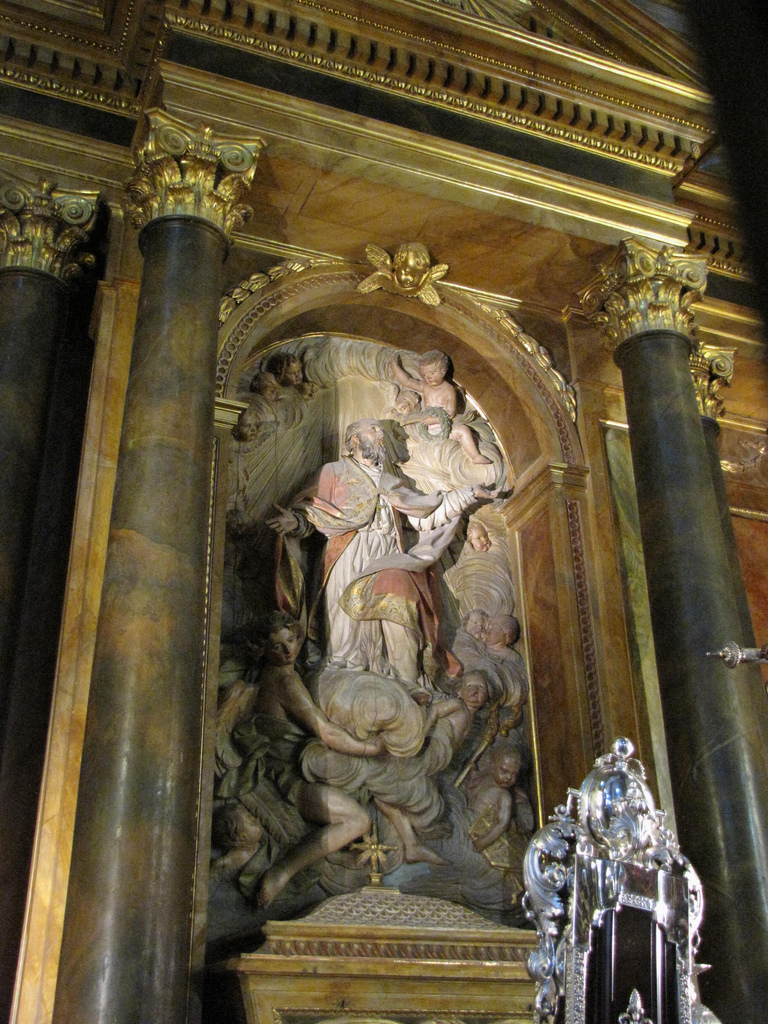
L'altare di Sant'Eufrasio nella cattedrale di Jaén.

Iliturgi (in latino: Iliturgina) è una sede titolare vescovile della Chiesa cattolica, istituita nel 2009.

## Storia
Iliturgi, corrispondente all'odierno comune spagnolo di Mengíbar in Andalusia, fu, secondo la tradizione cristiana, sede di uno dei sette apostoli della Spagna (viri apostolici), sant'Eufrasio, che vi subì il martirio nel corso del I secolo.
Eufrasio sarebbe stato anche l'unico vescovo della comunità cristiana di Iliturgi, la cui sede episcopale, secondo España Sagrada, in seguito sarebbe stata trasferita a Castulo.
Dal 2009 Iliturgi è annoverata tra le sedi vescovili titolari della Chiesa cattolica; dal 4 ottobre 2018 il vescovo titolare è Gábor Mohos, vescovo ausiliare di Esztergom-Budapest.

## Cronotassi dei vescovi titolari
- Ángel Fernández Collado (28 giugno 2013 - 25 settembre 2018 nominato vescovo di Albacete)
- Gábor Mohos, dal 4 ottobre 2018